# 木村由利子
木村 由利子（きむら ゆりこ、1947年 - ）は、日本の児童文学の翻訳家。

## 来歴・人物
大阪府大阪市出身。1970年、大阪外国語大学デンマーク語学科卒業。公務員を三ヶ月務めたのちデンマーク文部省の奨学金をえて1971年にかけてコペンハーゲン大学に留学。帰国後、大阪外国語大学非常勤講師を務め、北欧三国及び英米の児童書、小説の翻訳家となる。宝塚ファミリーランド主催の「宝塚ファミリーランド・デンマークチボリガーデン提携記念童話コンクール」の選考委員を務めた。近年はモンゴメリなどの新訳、北欧の推理小説の翻訳も手がける。

## 著書
- 『長くつ下のピッピの贈り物』（ベストセラーズ） 1997

### 共著
- 『旅するアンデルセン デンマーク紀行』（西森聡共著、求龍堂グラフィックス） 1998

## 翻訳
- 『ニコライのゆかいなたび』（イェアン・クレヴィン、講談社、世界の絵本、デンマーク） 1972
- 『おじいちゃんにあいに』（ハンス・ピーターソン、スベン・オットー絵、奥田継夫共訳、アリス館牧新社） 1976
- 『かぼちゃひこうせんぷっくらこ』（レンナート・ヘルシング、スベン・オットー絵、奥田継夫共訳、アリス館牧新社） 1976
- 『トムとサム』（パット・ハッチンス、ほるぷ出版） 1976
- 『かあさんは魔女じゃない』（ライフ=エスパ=アナセン作、マッズ=ステージ絵、偕成社） 1979
- 『どこかちがうマリア』（リセロッテ=セルピーターセン、偕成社） 1979
- 『おひさまがかぜをひいたら』（アーネ・オンガーマン、文化出版局） 1980
- 『ピーターの自転車』（ヴァージニア・アレン・イェンセン文、イブ・スパン・オルセン絵、文化出版局） 1980
- 『三びきのかなしいトロル』（マリー・ブランド作絵、奥田継夫共訳、岩崎書店） 1981
- 『ママたちとパパたちと』（グンネル・リンデ、奥田継夫共訳、冨山房） 1981
- 『リトル・セックス』（ハンス・ハンセン、奥田継夫共訳、晶文社） 1981
- 『あしながおじさん』（ジーン・ウェブスター、平野真理子絵、集英社） 1982、のち集英社みらい文庫
- 『おねぼうニコライ』（マリー・ブランド作絵、岩崎書店） 1982
- 『結婚ごっこ』（ニルス・ベルイクヴィスト、奥田継夫共訳、晶文社） 1982
- 『白くまマリヌス』（フランス・ベアリナー、フルール・ブロフォス・アスムセン絵、奥田継夫共訳、大日本図書） 1982
- 「ハラハラトリオ」シリーズ（ビャーネ・ロイター、ホットドッグ画、ポプラ社） 
『ハラハラトリオジェットコースター作戦』 1982
『ハラハラトリオはちゃめちゃ作戦』 1982
『ハラハラトリオゆうかい作戦』 1984
- 『ひみつの白い石』（グンネル・リンデ、奥田継夫共訳、冨山房） 1982
- 『荒野に生きる詩』（ニルス・イェンセン、奥田継夫共訳、鈴木康司画、篠崎書林） 1983
- 『世界のむかし話 3 しもべのラース スウェーデン』（バージニア=ハビランド、松村太三郎画、学校図書） 1983
- 『ドラゴンのおしゃべりラジオ』（テーリエ・ノールベルグ、緒方直絵、文研出版） 1983
- 『ぼくの観察日記 写真物語』（スックスドルフ作・写真、偕成社） 1983
- 『かわいいこぶた』（ウルフ・ニルソン作 、エヴァ・エリクソン絵、佑学社） 1984
- 『誕生日の青い自転車』（アンニカ・ホルム、トーモズ・キッデ絵、奥田継夫共訳、大日本図書） 1984
- 『おおかみ男』（サキ他、若菜等絵、ポプラ社文庫怪奇シリーズ） 1985
- 『ひみつの通信きこえますか?』（ビルギッタ=ベリイマン、偕成社） 1985
- 『いえねずみとのねずみ デンマーク民話』（松村雅子絵、世界文化社） 1986
- 『しばり首の丘』（M・R・ジェイムズ、品川るみ絵、ポプラ社文庫） 1986
- 『くりすますのおくりもの ロシア民話より』（松村雅子絵、至光社） 1987
- 『エンドレスクエスト』（ローズ・エステス、富士見書房） 1987
- 『ふしぎなにじと岩』（マックス・ルンドグレン、関屋敏隆絵、文研出版） 1988
- 『長くつしたのピッピ』（リンドグレーン、上野紀子絵、ポプラ社） 1989、のち角川つばさ文庫
- 『マイライフ・アズ・ア・ドッグ』（レイダル・イェンソン、世界文化社） 1989、のちヴィレッジブックス
- 『アコーデオンひきのオーラ』（ラールス・フォッセル作、フィッベン・ハルド絵、岩倉務文、平和のアトリエ 世界・平和の絵本シリーズ(スウェーデン)） 1990
- 『てぶくろの木』（クヌー・ホルスト、松村雅子絵、ブックローン出版） 1990
- 『もどっておいでシロツグミ』（クロード・ラジェ文、クローディア・ド・ウェック絵、ブックローン出版） 1990
- 『おたよりください』（シャスティン・スンド作、アンジェリカ・セラーノ=プネル絵、大日本図書） 1991
- 『危険な金曜日』（T・ビアケラン、小野克子画、金の星社、新・文学の扉） 1991
- 『追想のワルツ』（マータ・クリステンセン、評論社） 1991
- 『鳥たちの戦争 オリバーとオリビア』（ベント・ハラー作、ビギータ・ファーバー, オーレ・ビストロプ絵、ブックローン出版） 1991
- 『リスの目』（ベロニカ・レオ、ほるぷ出版） 1992
- 『おねえちゃんはドキドキ1年生』（シャスティン・スンド、渡辺リオ絵、講談社） 1993
- 『グレタ・ガルボに似た女』（マイ・シューヴァル,トーマス・ロス、角川文庫） 1993
- 『白い霧の予言』（クリスティン・キャスリン・ラッシュ、ハヤカワ文庫） 1993
- 『お母さんが家出した』（ハンネ・ビベーケ・ホルスト、逢坂みえこ絵、文研出版） 1994
- 「シャーウッドの森の物語」（ジェニファー・ロバースン、ハヤカワ文庫）
1)『森の姫君』 1994
2)『緑蔭の騎士』 1994
3)『樹下の調べ』 1994
- 『みなしごカーサスック グリーンランド』（トゥパーナク・ロジン・オルセン作、ミキ・ヤコブセン絵、河出書房新社、世界の民族絵本集） 1994
- 『名犬ボーディル』（ピヤ・リンデンバウム、文化出版局） 1994
- 「騒乱の国ヴォナール」（ポーラ・ヴォルスキー、ハヤカワ文庫）
1)『ベヴィアール宮の薔薇』 1995
2)『魔都シャリーンの嵐』 1995
3)『再生の幻術』 1995
- 『オリンピック男子陸上800メートル決勝 あるオリンピックアスリートの悲劇』（クヌーズ・ルンベア、ビネバル出版） 1996
- 『黄金の魔獣』（タニス・リー、ハヤカワ文庫） 1996
- 『ゴルゴン 幻獣夜話』（タニス・リー、佐田千織共訳、ハヤカワ文庫） 1996
- 『血のごとく赤く 幻想童話集』（タニス・リー、室住信子共訳、ハヤカワ文庫） 1997
- 『だんまりレナーテと愛犬ルーファス』（リブ・フローデ、本庄ひさ子絵、文研出版） 1998
- 『うるわしのセモリナ・セモリナス 小麦粉うまれの王子さま ギリシャ民話』（アンソニー・L・マンナ,クリストドウラ・ミタキドウ再話、ジゼル・ポター絵、BL出版） 2000
- 『わたしはわたし』（バルブロ・リンドグレン、文化出版局） 2001
- 『すてねこタイガーと家出犬スポット』（リブ・フローデ、かみやしん絵、文研出版） 2003
- 『ディナの秘密の首かざり』（リーネ・コーバベル、早川書房、ハリネズミの本箱 ）2003
- 『秘密が見える目の少女』（リーネ・コーバベル、早川書房、ハリネズミの本箱） 2003
- 『ムッドレのくびかざり』（イルメリン・サンドマン=リリウス作、ベロニカ・レオ画、フェリシモ） 2003
- 『キングゆうかい大作戦』（リブ・フローデ、向井長政絵、文研出版） 2004
- 『ファイサル王子の指輪』（ビャーネ・ロイター、WAVE出版） 2005
- 「モーキー・ジョー」（ピーター・J・マーレイ、新井洋行絵、フレーベル館）
1)『モーキー・ジョー1 宇宙からの魔の手』 2005
2)『モーキー・ジョー2よ みがえる魔の手』 2005
3)『モーキー・ジョー3 最後の審判』 2006
- 『はらぺこねこ 「北欧民話」より』（スズキコージ絵、小学館） 2007
- 『こはく色の目』（リッケ・ランゲベック、かみやしん絵、文研出版） 2008
- 『ハンスぼうやの国』（バルブロ・リンドグレーン文、エヴァ・エリクソン絵、あすなろ書房） 2009
- 『ホワイトダークネス』（ジェラルディン・マコックラン、あかね書房） 2009
- 『新訳クリスマス・キャロル』（ディケンズ、ミギー絵、集英社みらい文庫） 2011
- 『少女ポリアンナ』（エレナ・ポーター、結川カズノ絵、角川つばさ文庫） 2012、のち角川文庫
- 『お菓子の家』（カーリン・イェルハルドセン、創元推理文庫） 2013
- 『パパ、ママ、あたし』（カーリン・イェルハルドセン、創元推理文庫） 2014
- 『赤ん坊は川を流れる』（エルスベツ・イーホルム、創元推理文庫） 2015
- 『子守唄』（カーリン・イェルハルドセン、創元推理文庫） 2015
- 『過去を殺した女』（エルスベツ・イーホルム、創元推理文庫） 2016

### インゲル・サンドベルイ
- 『さばくごっこしようよ!』（インガー・サンドベリ文、ラッセ・サンドベリ絵、アリス館牧新社） 1976
- 『そらからおかしがおちてきた』（インゲル・サンドベルイ、かじめぐみ絵、ポプラ社） 1983
- 『ふっくらケーキにやけるかな』（インゲル・サンドベルイ、かじめぐみ絵、ポプラ社） 1983
- 「わんぱくちびくん」（インゲル=サンドベルイ文、ラッセ=サンドベルイ絵、講談社） 1985
『わんぱくちびくんおてつだい』 1985
『わんぱくちびくんみてみて』 1985
- 「ラーバンとアンナちゃんのえほん」（インゲル・サンドベリ作、ラッセ・サンドベリ絵、ポプラ社）
1)『ラーバンとラボリーナのクリスマス』 2006
2)『ラーバンとラボリーナの「はぁい、いますぐ」』 2006
3)『アンナちゃん、なにがみえた?』 2006

### 「くまくんえほん」
- 『くまくん』（グレーテ=ヤーヌス=ヘアツ,モーンス=ヘアツ作、イーベン=クランテ絵、偕成社） 1978
『くまくんのおもちゃばこ』（グレーテ=ヤーヌス=ヘアツ,モーンス=ヘアツ作、イーベン=クランテ絵、偕成社） 1978
『たべたのだあれ?』（グニラ=ボルデ作、イーベン=クランテ絵、偕成社） 1978
『よるのおはなし』（インゲリーゼ=ハウアスレウ作、イーベン=クランテ絵、偕成社） 1978

### アンデルセン
- 『みにくいあひるの子』（アンデルセン、スベン・オットー絵、ほるぷ出版） 1979
- 『マッチうりの少女』（アンデルセン、アリマ・ジュンコ絵、集英社） 1980
- 『はだかのおうさま』（アンデルセン、ウルフ・ロフグレン絵、フレーベル館） 1983
- 『ハンスのみそっかす』（アンデルセン原作、ウルフ・ロフグレン絵、フレーベル館） 1983
- 『ぶたかいのおうじ』（アンデルセン原作、ウルフ・ロフグレン絵、フレーベル館） 1983
- 『まほうのひうちばこ』（アンデルセン原作、ウルフ・ロフグレン絵、フレーベル館） 1983
- 『小人のすむところ』（アンデルセン、イブ・スパング・オルセン絵、ほるぷ出版） 1984
- 『もみの木』（アンデルセン、スベン・オットー絵、ほるぷ出版） 1984
- 「大人向けアンデルセン童話」（チェリーハウス）
『イブと小さなクリスティーネ』 2000
『お姫様と11人の王子』 2000
- 『雪の女王 新訳 アンデルセン名作選』（アンデルセン、角川つばさ文庫） 2014

### イブ・スパン・オルセン
- 『キオスクおばさんのひみつ』（イブ・スパン・オルセン、文化出版局） 1979
- 『かぜ』（イブ・スパン・オルセン、文化出版局） 1980
- 『ネコ横丁』（イブ・スパン・オルセン、文化出版局） 1980
- 『ぬまばばさまのさけづくり』（イブ・スパング・オルセン作絵、福音館書店） 1981
- 『あかいボールのぼうけん』（イブ・スパン・オルセン、文化出版局） 1986
- 『おとなをつかまえよう』（イブ・スパン・オルセン、文化出版局） 1992

### スベン・オットー
- 『タクシーのすきな犬』（スベン・オットー、奥田継夫共訳、評論社） 1979
- 『ティムとトリーネ』（スベン・オットー、奥田継夫共訳、評論社） 1979
- 『マスとミラリク グリーンランドの絵本』（スベン・オットー、奥田継夫共訳、評論社） 1979
- 『クリスマスの絵本』（スベン・オットー、奥田継夫共訳、評論社） 1980

### モンゴメリ
- 『ストーリー・ガール part 1』（L.M.モンゴメリ、八田明代画、篠崎書林） 1980、のち角川文庫
- 『黄金の道 ストーリー・ガール part 2』（L.M.モンゴメリ、八田明代画、篠崎書林） 1980、のち角川文庫
- 『丘の家のジェーン』（モンゴメリ、角川文庫） 2011
- 『新訳赤毛のアン』（モンゴメリ、羽海野チカ,おのともえ絵、集英社みらい文庫）　2011
- 『新訳アンの青春』（モンゴメリ、おのともえ絵、集英社みらい文庫） 2013
- 『新訳アンの愛情』（モンゴメリ、羽海野チカ, おのともえ絵、集英社みらい文庫） 2013

### 「アルビン」シリーズ
- 『アルビンとそらとぶかさ』（ウルフ・ロフグレン作絵、フレーベル館） 1982
- 『アルビンとブンブンじてんしゃ』（ウルフ・ロフグレン作絵、フレーベル館） 1982
- 『アルビンのわくわくおてつだい』（ウルフ・ロフグレン作絵、フレーベル館） 1982
- 『アルビンはスーパーマン?』（ウルフ・ロフグレン作絵、フレーベル館） 1982

### トールモー・ハウゲン
- 『魔法のことばツェッペリン』（トールモー・ハウゲン、浜田洋子絵、文研出版） 1985
- 『消えた一日』（T・ハウゲン、浜田洋子絵、文研出版） 1986
- 『夏にはーきっと』（トールモー・ハウゲン、浜田洋子画、文研出版） 1989
- 『トロルとばらの城の寓話』（トールモー・ハウゲン、ポプラ社） 2002

### 「みみりん」シリーズ
- 『みみりんとはらぺこぎつね』（ウルフ・ニルソン作、エバ・エリクソン絵、ブックローン出版） 1989
- 『みみりんのあそびましょ』（ウルフ・ニルソン作、エバ・エリクソン絵、ブックローン出版） 1989
- 『みみりんのおうちはどこ』（ウルフ・ニルソン作、エバ・エリクソン絵、ブックローン出版） 1989
- 『みみりんのかいすいよく』（ウルフ・ニルソン作、エバ・エリクソン絵、ブックローン出版） 1989

### 「ウィンター・ワールド」シリーズ
- 「ウィンター・ワールド」全4冊（マイケル・スコット・ローハン、角川文庫）
『ウィンター・ワールド1 - 氷の魔道師』 1990
『ウィンター・ワールド2 - 氷竜の復活』 1990
『ウィンター・ワールド3 - 氷結都市』 1991
『ウィンター・ワールド4 - 氷原の彼方へ』 1991